# No One Lives Forever 2
No One Lives Forever 2: Agentin in geheimer Mission (Originaltitel No One Lives Forever 2: A Spy in H.A.R.M.’s Way) ist ein vom US-amerikanischen Studio Monolith Productions entwickelter First-Person-Shooter und die Fortsetzung des 2000 erschienenen No One Lives Forever. Das Actionspiel wurde am 18. Oktober 2002 von Fox Interactive und Sierra Entertainment für Microsoft Windows veröffentlicht. 2003 erschien ein Ableger mit dem Titel Contract J.A.C.K., der jedoch nicht die Geschichte der No-One-Lives-Forever-Teile fortführt und einen neuen männlichen Protagonisten hat.

## Beschreibung
No One Lives Forever 2 ist ein Ego-Shooter mit ausgeprägten Stealth- und rudimentären Rollenspiel-Elementen, der im Kalten Krieg spielt. Wie im ersten Teil übernimmt der Spieler die Kontrolle über die Protagonistin Cate Archer, einer Geheimagentin des britischen Geheimdienstes UNITY. Ihr Gegner ist erneut die Terrororganisation H.A.R.M. Das visuelle Konzept wurde jedoch in großen Teilen verändert. Der Hauptcharakter Cate Archer wurde optisch neu gestaltet, die farbenfrohe Referenz auf die Swinging Sixties – im ersten Spiel ein wesentlicher Teil der Atmosphäre – fehlt weitgehend. Handlungsorte, Ausrüstung, Gegner und Handlung sind aber weiterhin vielseitig und humorvoll. Ihre Missionen führen Archer beispielsweise nach Indien, zu einem geheimen Unterwasserstützpunkt von H.A.R.M. und in eine antarktische Forschungsstation. Zu ihren Hilfsmitteln zählen diesmal unter anderem explodierende Roboterkatzen und nichtlethale Bananenschalen. Obwohl die meisten Spielabschnitte linear gehalten sind, darunter die klaustrophobisch enge Forschungsstation, gibt es auch abweichende Levels wie Sibirien, in der der Spieler mehr Freiheiten beim Vorgehen genießt.
Wie bei dem Vorgänger kommt der Spieler auch in No One Lives Forever 2 mit einfacher Schießerei nur selten weiter, da immer neue Gegner erscheinen, wenn Alarm ausgelöst wird. Er muss daher seinen Gegnern und Überwachungskameras ausweichen und sich im Schatten verstecken, um nicht entdeckt zu werden. Auch darf er seine Gegner manchmal nicht einfach eliminieren, sondern muss versuchen, sie auf andere Art wie beispielsweise mit einer Banane oder einer Münze abzulenken. Neu ist das Erwerben von Erfahrungspunkten: Cate Archer erhält für das Erfüllen von Missionen und dem Finden von Geheimdienstunterlagen Punkte, die der Spieler in die Verbesserung von Attributen investieren kann, etwa erhöhter Gesundheit, mehr Geschicklichkeit oder effektiverer Tarnung. Hierdurch erinnert No One Lives Forever 2 an Action-Rollenspiele wie Deus Ex. Die gruselige Atmosphäre und das Gameplay in der antarktischen Forschungseinrichtung sind wiederum vom Survival Horror inspiriert.
Im Vergleich zum ersten Teil wurde außerdem die Grafik stark optimiert, u. a. wurden Gesichtsanimationen verbessert und die fortgeschrittene Engine LithTech Jupiter verwendet für eine realistische Wasserdarstellung Pixel-Shader. Die Texturen sind hochauflösend und die 3D-Modelle deutlich detaillierter.

### Einsatzorte
- Japan: Verhinderung von internationalen Verbrechern
- Sibirien: Informationen über Projekt OMEGA herausfinden
- Akron, Ohio: Durchsuchung bei Goodmans Haus nach Projekt OMEGA
- Indien: Bei H.A.R.M. sich für einen Job nützlich machen, Evakuierung der Menschen
- Antarktis: Beschaffung von Projekt OMEGA und lebendig entkommen
- Indien: Evakuierung der Menschen, die von Supersoldaten (Projekt OMEGA) bedroht werden
- Großbritannien: Dr. Schenkers Brille bei UNITY suchen und die Pantomimen loswerden.
- Ägäisches Meer: Im Unterwasser-Stützpunkt von H.A.R.M. Armstrong retten, Pierre besiegen und entkommen
- Japan: Dem Menschen-Dresseur entkommen und vom H.A.R.M. Geheimversteck fliehen und Volkov und Isako besiegen
- Khios: Vernichtung der Supersoldaten und von Leutnant Anderson

## Rezeption
Wie auch der Vorgänger wurde No One Lives Forever von der Fachpresse sehr positiv aufgenommen. Der Metascore liegt bei 91, auf GameRankings beträgt die Durchschnittswertung 90 %. Gameswelt vergab 92 % und die PC Games 90 % für die Fortsetzung.
4Players bewertete den Shooter mit 88 %.

## Quelltext-Veröffentlichung
Der Quelltext und ein Karteneditor wurden von Monolith Productions und Sierra Entertainment als Teil des Toolkits mit der Beschreibung „allowing you to create your own levels, models, music, sounds, and more, for Monolith’s FPS“ zum freien Download angeboten.